# آرثر جيمس أرنوت
آرثر جيمس أرنوت (بالإنجليزية: Arthur James Arnot)‏ هو مهندس أسترالي، ولد في 26 أغسطس 1865 في هميلتون في المملكة المتحدة، وتوفي في 15 أكتوبر 1946.